# Wuppenau
Wuppenau es una comuna suiza del cantón de Turgovia, ubicada en el distrito de Weinfelden. Limita al norte con las comunas de Bussnang y Schönholzerswilen, al noreste con Kradolf-Schönenberg, al sureste con Niederhelfenschwil (SG), al sur con Zuzwil (SG), y al oeste con Bronschhofen (SG) y Braunau.
Hasta el 31 de diciembre de 2010 situada en el distrito de Münchwilen.

## Geografía

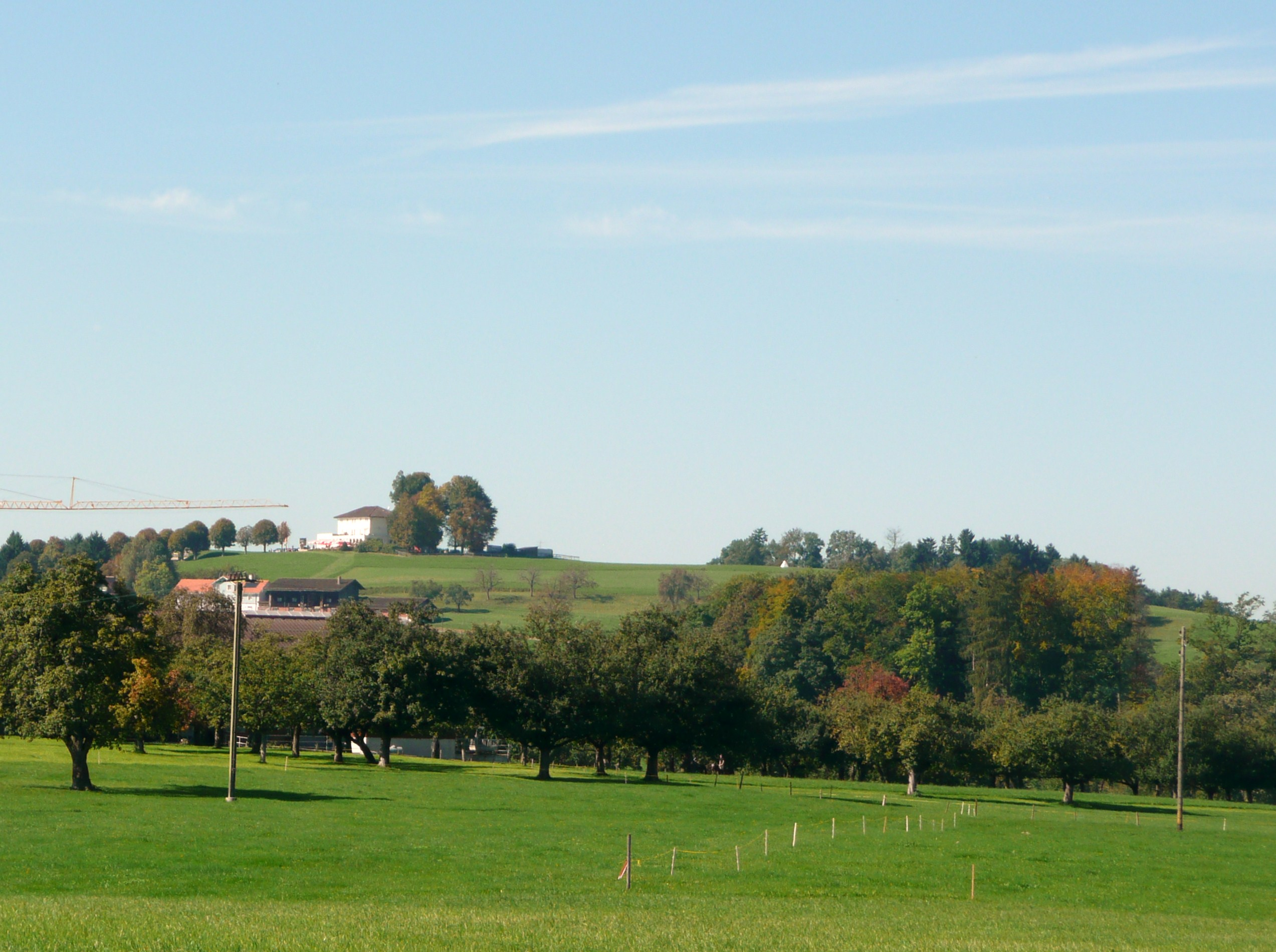
Vista de Nollen, Wuppenau.

tiene un área, según datos de 2009, de 12.15 km², de los cuales 9.07 km² o 74.7% se utilizan para fines agrícolas, mientras que 2.26 km² o 18.6% está cubierto por bosques. Del resto del terreno, 0.8 km² (0.31 millas cuadradas) o 6.6% está ocupado por construcciones.